# Емельянов, Виталий Андреевич
Вита́лий Андре́евич Емелья́нов (1924—2009) — советский слесарь-жестянщик, Герой Социалистического Труда.

## Биография
Родился 8 марта 1924 года в селе Светиково Комсомольского района в крестьянской семье. Русский. В 1930 году с родителями переехал в город Иваново. Начальное образование получил в школе № 56.
В 1940 году пришёл работать слесарем на Ивановский авторемонтный завод. В 1941 году началась война, многие рабочие ушли на фронт, а семнадцатилетний юноша неожиданно для себя стал старшим в цехе, стал ответственным за судьбу почти таких же, как он сам. Ответственность за работу, ответственность за коллектив — эти понятия он пронес через всю свою жизнь.
В 1942 году был призван в Красную Армию. Службу проходил автослесарем в батальоне связи Главного управления пограничных войск НКВД. После демобилизации в 1949 году вернулся в родной город, в сборочный цех того же предприятия.
Летом 1956 года пришёл на Ивановский завод автомобильных кранов, в цех металлоконструкций — ЦМК. Трудился слесарем — жестянщиком, монтировал кабины первых автокранов К-51. С начала 1960-х возглавил бригаду, которая сразу заявила о себе как об одной из лучших на предприятии, перевыполняя производственные задания с неизменно высоким качеством продукции. Негласным уставом бригады Виталия Андреевича стало воспитание в духе коллективизма, взаимовыручки, творчества в работе.
Указом Президиума Верховного Совета СССР от 20 апреля 1970 года за выдающиеся успехи в выполнении заданий восьмого пятилетнего плана Емельянову Виталию Андреевичу присвоено звание Героя Социалистического Труда.
Он стал единственным на своём заводе, удостоенным этого высокого звания. Продолжал ударно работать на предприятии, передавая свои знания и опыт молодёжи. На завод, вслед за отцом, пошли работать оба сына — Александр и Михаил. Оба имеют звание «Ветеран завода автокранов», младший Александр отработал на заводе 33 года, а старший сын, Михаил, до сих пор работает на этом заводе и будет работать до последнего, потому что так просил отец.
Трудовой стаж Виталия Андреевича Емельянова составил более полувека, большая часть которого была связана с заводом автокранов. После выхода на заслуженный отдых он приходил на родной завод ещё 16 лет, чтобы встретиться с ветеранами предприятия, с молодыми работниками, которым рассказывал о долгом и славном пути краностроителей. Неоднократно избирался депутатом областного и городского[где?] Советов народных депутатов.
Скончался 24 февраля 2009 года, своего 85-летнего юбилея. Похоронен на кладбище Балино на Аллее почётных граждан. Награждён орденами Ленина (20.04.1974), Трудового Красного Знамени (23.06.1966), медалями.

## Награды
- Медаль «Серп и Молот»
- Орден Ленина
- Орден Трудового Красного Знамени